# Tinta
Tinta (tal. tinta ili njem. Tinte od srednjovj. lat. tincta, od lat. tingere: močiti, bojiti) je obojena tekućina koja je u prošlosti služila za pisanje perom, poslije nalivperom, a danas kemijskom olovkom i takozvanim flomasterom, te za ispis na pisačima vezanima uz elektronička računala. To je uglavnom vodena otopina ili suspenzija prikladnih bojila ili pigmenata (za plavu tintu najčešće triarilmetansko bojilo, za crvenu eozin, za bijelu titanijev dioksid, za zlatnu aluminijska bronca), iako se koristi i tinta s nevodenim otapalima, fluorescirajuća tinta, zatim takozvana gel-tinta, koja postaje tekuća tek tijekom mehaničke promjene (tiksotropija), tajna tinta (nevidljiva, prije nazivana simpatetičkom), koja mijenja svojstva i postaje vidljivom nakon posebne obrade i tako dalje. Uz navedene sastojke, tinta sadrži i tenzide te sredstva za bolje prianjanje uz papir i za očuvanje vlažnosti prije nanošenja te za konzerviranje. I danas se, iako sve rjeđe, još koristi željezno-galno crnilo, otopina galne kiseline i željeznoga(II) sulfata, poznato već stoljećima (galna kiselina sa solima željeza tvori stajanjem na zraku u neutralnoj sredini netopljiv crni talog). 

## Povijest
Tinta je prvi put uporabljena u 3. tisućljeću pr. Kr. u Kini. Bila je načinjena od čađe koja daje pigment, smole u funkciji ljepila i vode kao otapala. Sve do 12. stoljeća na taj su se način izrađivali i koristili takozvani kineski ili indijski tuševi kojima su napisani danas najstariji sačuvani zapisi, posebice orijentalni. Zbog nepostojanosti zapisa pisanih takvom tintom, jer se mogla isprati vodom, od 12. stoljeća potiskivala su ju željezno-galna crnila, koja su potjecala još iz antičkoga doba. Ta su se crnila izrađivala od strugotina željeza ili od modre galice, vina, octa ili kvasa, iskuhanih šiški koje daju tanin te ljepila. Na sličan su se način radile boje za kosu, obuću i druge predmete. Zbog oksidacije i prodiranja duboko u podlogu, takva je tinta ostajala stabilna i trajna, te je i nakon njezina izbljeđivanja bilo moguće pročitati napisano. Tako su sačuvani mnogobrojni rukopisi u obliku palimpsesta (rukopis na papirusu ili pergamentu s kojega je izbrisan prvotni tekst i na njegovu mjestu napisan novi). U slučaju prejake oksidacije oštećenja su na pisanoj podlozi nepopravljiva.
U povijesnim izvorima tinta se naziva mélan (grč. μέλαν), atramentum i incaustum, a sačuvani su i različiti recepti za njezinu izradu. Pri uređivanju rukopisa za naslove, rubrike, poglavlja i inicijale koristila se crvena tinta od minija ili cinobera, ali i drugi pigmenti (plavi, zeleni, zlatni, srebrni). U Bizantu se purpurna tinta koristila samo za carske potrebe. U 16. stoljeću posebno su bile poznate i cijenjene talijanske i španjolske tinte, no tek se potkraj 18. stoljeća tinta počela proizvoditi prema strogo određenim pravilima. Uloga tinte u proučavanju rukopisa iznimno je važna jer njezina analiza može dati informacije o dataciji i provenijenciji samoga rukopisa te načinu njegova restauriranja. Od druge polovice 19. stoljeća koristile su se anilinske tinte (1860.) i indigo crnila, koji su iz uporabe potiskivali željezno-galna crnila. U 20. stoljeću došlo je do nagloga razvoja i proizvodnje tinte za različite vrste olovaka (grafitne, kopirne, u boji, kemijske, flomasteri), vrpce za pisaće strojeve i tiskarske boje.

### Željezno-galno crnilo ili tinta
Sve do tridesetih godina 20. stoljeća željezno-galna tinta bila jedan od najčešće korištenih materijala za pisanje. Hrastove šiške (lat. gallae) bile su osnovna sirovina za njezinu izradu. Susrećemo ih na hrastu lužnjaku, kitnjaku, sladunu, meduncu i drugim hrastovima iz roda Quercus. Riječ je o kuglastim izraslinama nastalima ubodom ose šiškarice u mlade grančice na mjestu zametka (pupa) nove grančice. Na ozlijeđenom mjestu počinje se razvijati tvorevina u obliku dosta pravilne kugle, nešto manja od oraha, koja zapravo čuva ličinku, kukuljicu ose, od neprijatelja te je ujedno i hrani. Te šiške su skupljane da bi poslužile kao osnovna sirovina za izradu tinte. Glavni im je sastojak treslovina (tanin). Udio tanina doseže i do 70 %. Prema kemijskom sastavu, on je ester galne kiseline, C6H2(OH)3COOH·H2O. Sama galna kiselina nastaje u procesu hidrolize tanina. Bilo je poželjno prikupiti šiške prije nego što se mlada osa izlegne, kako bi sadržavale što više tanina. Vezano za kvalitetu šiški, treba istaknuti da su posebno cijenjene bile šiške iz Istre koje su na tržište dolazile pod nazivom galla d'Istria. Da bi se iz hrastovih šiški dobila crna željezno-galna tinta, trebalo je dodati željezove ione (zelena galica ili željezov(II) sulfat). 
Nakon što su otopini galne kiseline dodani ioni željeza (iz zelene galice), nastajali su tamno obojeni željeznogalni spojevi, koji su prema kemijskom sastavu soli galne kiseline, takozvani galati. Crno obojenje tinte nije nastajalo odmah, već je najprije dobivan smeđe obojeni materijal. Tek nakon što bi takvom smeđom tintom slova bila ispisana, ona bi u dodiru sa zrakom pocrnjela. Na kemijskoj razini, reakcijom galne kiseline iz tanina hrastovih šiški sa zelenom galicom najprije je nastajao bezbojni željezov(II) galotanat u kojem je ion željeza dvovalentan (Fe2+). Izlaganjem zraku i procesom oksidacije razvijala se crna boja od nastalog željezova(III) galotanata u kojem je ion željeza trovalentan (Fe3+). Za potpunu oksidaciju potrebno je sedam do deset dana.